# Qüxü
Qüxü, Qushui (tyb. ཆུ་ཤུར་རྫོང་།, Wylie: chu shur rdzong, ZWPY: Quxur Zong; chiń. upr. 曲水县; pinyin Qūshuǐ Xiàn) – powiat w centralnej części Tybetańskiego Regionu Autonomicznego, w prefekturze Lhasa. W 1999 roku powiat liczył 32 150 mieszkańców.